# Mont-Saint-Bruno—L'Acadie
Pour les articles homonymes, voir Montarville.
Circonscription électorale fédérale du Canada
Mont-Saint-Bruno—L'Acadie (auparavant Montarville) est une circonscription électorale fédérale canadienne située au Québec.

## Géographie
La circonscription se situe dans la région de Montérégie et comprend :
- les villes de Saint-Basile-le-Grand, de Saint-Bruno-de-Montarville et de Sainte-Julie ;
- la ville de Carignan, à l'exception du secteur de Sainte-Thérèse ;
- la partie de la ville de Longueuil située au sud-est et nord-est d'une ligne décrite comme suit : commençant à l'intersection de la limite sud-est de la ville de Longueuil avec le boulevard Sir-Wilfrid-Laurier; de là vers l'ouest suivant ledit boulevard jusqu'au prolongement nord de la rue Moreau; de là vers le sud et le sud-ouest suivant ledit prolongement et la rue Moreau jusqu'à la rue Latour; de là vers le sud-est et le sud suivant ladite rue jusqu'au boulevard Gaétan-Boucher; de là vers le sud-ouest suivant ledit boulevard jusqu'à la voie ferrée du Canadien National; de là vers le sud-est suivant ladite voie ferrée et l'emprise de l'ancienne voie ferrée du Canadien National (suivant le boulevard Maricourt et son prolongement) jusqu'à la limite sud-est de la ville de Longueuil.

Les circonscriptions limitrophes sont Longueuil—Saint-Hubert, Longueuil—Charles-LeMoyne, Brossard—Saint-Lambert, La Prairie—Atateken, Saint-Jean, Belœil—Chambly et Pierre-Boucher—Les Patriotes—Verchères.

## Historique
La seigneurie de Montarville est créée en 1710 par Pierre Boucher de Boucherville sur le site du mont Saint-Bruno et ses alentours à l'époque de la Nouvelle-France. La nouvelle circonscription recouvrant une grande portion de l'ancienne seigneurie, elle emprunte son nom en hommage. 
La circonscription de Montarville est créée lors du redécoupage électoral de 2012, qui prend effet pour la première fois lors des élections de 2015. Elle succède à l'ancienne circonscription de Saint-Bruno—Saint-Hubert, amputée de certains secteurs envoyés dans LeMoyne et Longueuil—Saint-Hubert, et à laquelle s'ajoutent la ville de Sainte-Julie (auparavant dans Verchères—Les Patriotes) et celle de Saint-Basile-le-Grand (auparavant dans Chambly—Borduas). Sa population s'élève à 95 095 habitants.
À la suite du découpage de 2022-2223, la circonscription est agrandie au sud avec une partie de la circonscription Belœil—Chambly et renommée Mont-Saint-Bruno—L'Acadie. La population de la circonscription redécoupée est évaluée à 111 323 habitants.

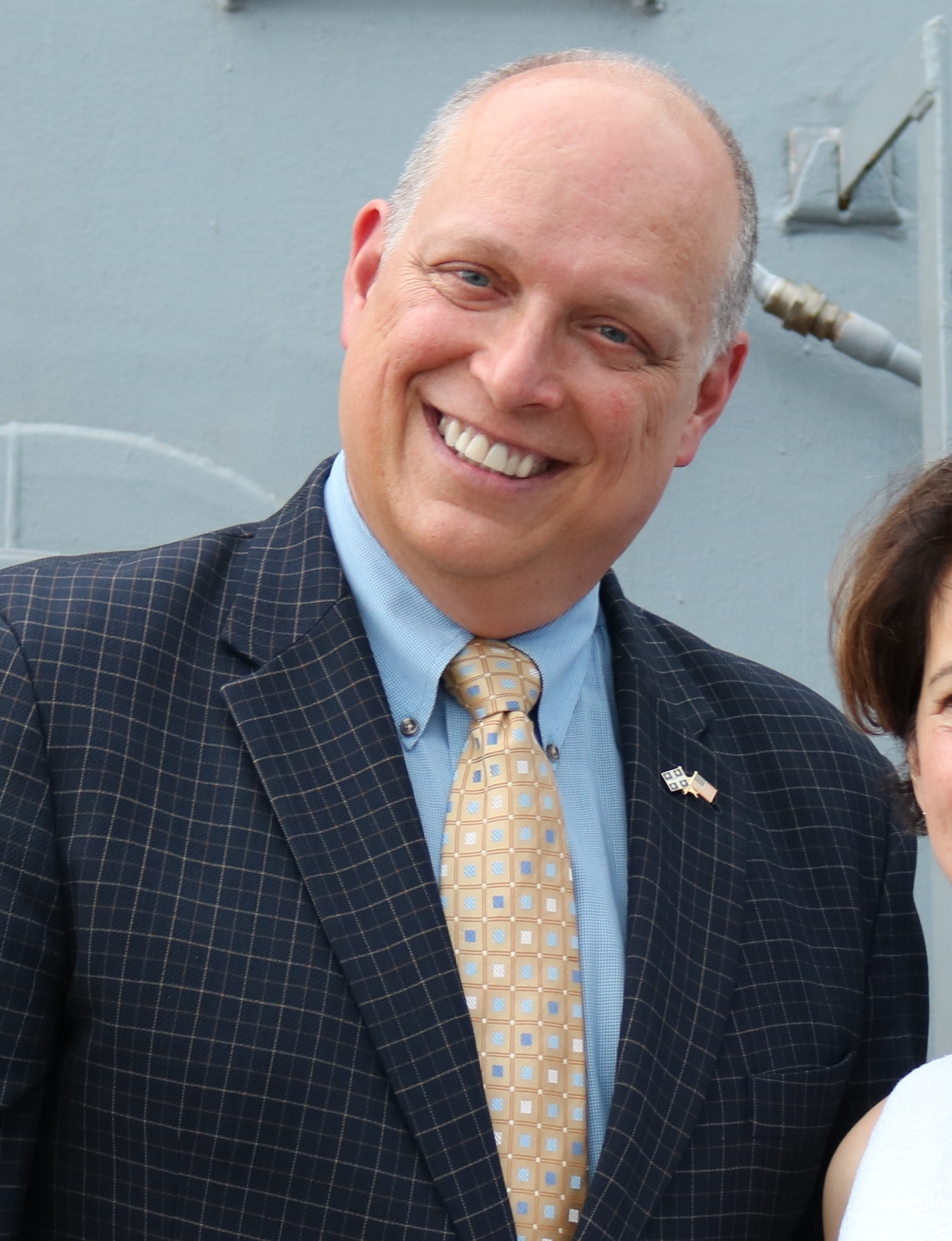
Stephane Bergeron

## Députés
| Législature                                                                               | Années        | Député                  | Parti | Parti          |
| ----------------------------------------------------------------------------------------- | ------------- | ----------------------- | ----- | -------------- |
| Montarville issue de Verchères—Les Patriotes, Saint-Bruno—Saint-Hubert et Chambly—Borduas |               |                         |       |                |
| 42e                                                                                       | 2015–2019     | Michel Picard           |       | Libéral        |
| 43e                                                                                       | 2019–2021     | Stéphane Bergeron       |       | Bloc québécois |
| 44e                                                                                       | 2021–2025     | Stéphane Bergeron       |       | Bloc québécois |
| Mont-Saint-Bruno—L'Acadie                                                                 |               |                         |       |                |
| 45e                                                                                       | 2025–en cours | Bienvenu-Olivier Ntumba |       | Libéral        |

## Résultats électoraux
|       | Candidat                  | Parti             | # de voix | % des voix |
|       | Stéphane Duranleau        | Conservateur      | +06 284,  | 10,85 %    |
|       | Catherine Fournier        | Bloc québécois    | +16 460,  | 28,42 %    |
|       | Michel Picard             | Libéral           | +18 848,  | 32,54 %    |
|       | Djaouida Sellah (sortant) | NPD               | +14 296,  | 24,68 %    |
|       | Olivier Adam              | Vert              | +01 388,  | 2,4 %      |
|       | Claude Leclair            | Parti libertarien | +00640,   | 1,11 %     |
| Total | Total                     | Total             | 57 916    | 100 %      |